# اتحاد بلغاريا لكرة القدم
تأسس الاتحاد البلغاري لكرة القدم في عام 1923م وانضم إلى الاتحاد الدولي لكرة القدم في 1924م وانضم إلى الاتحاد الأوروبي لكرة القدم في 1954م.